# Kleine Hond

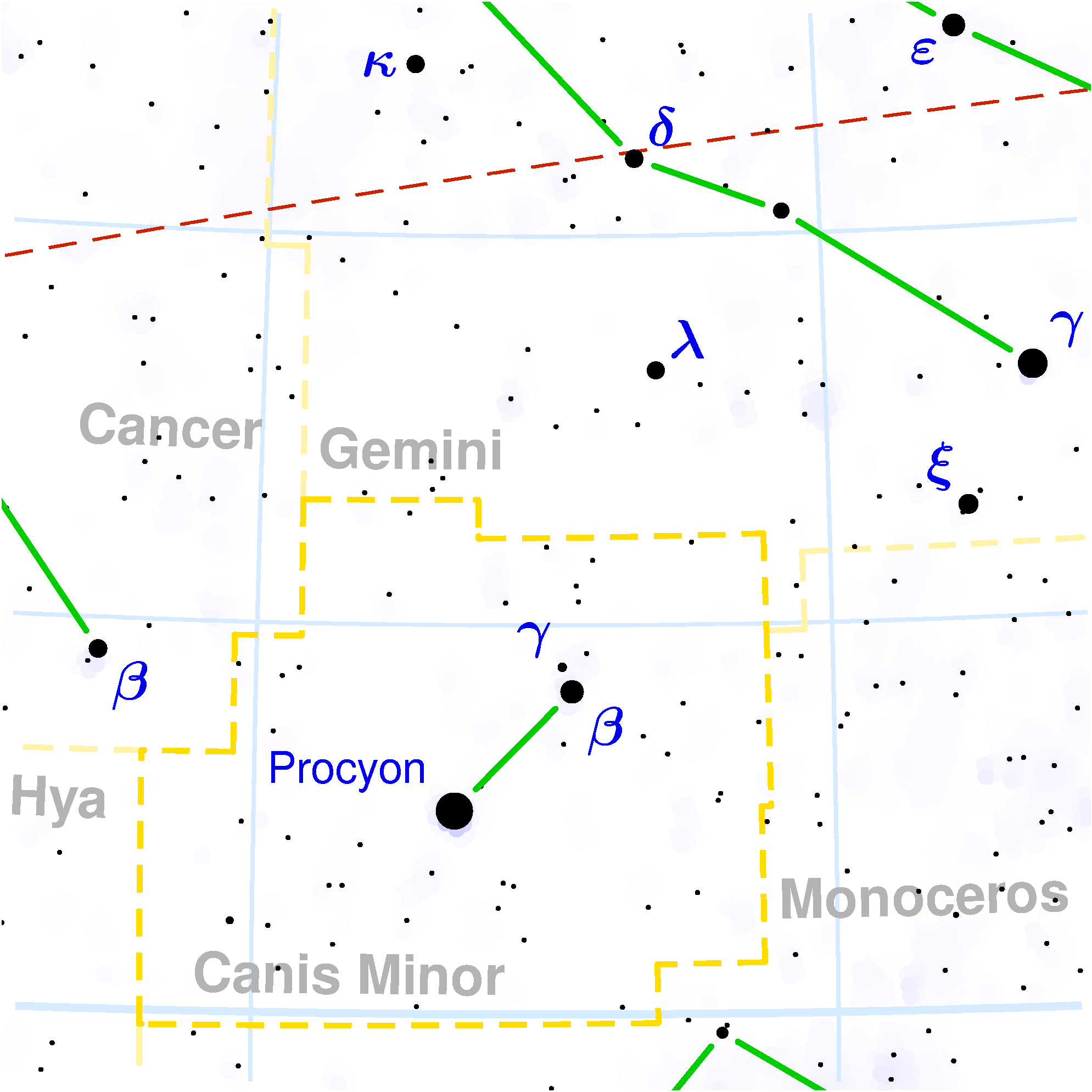
Kaart van het sterrenbeeld Kleine Hond.

Kleine Hond (Canis Minor, afkorting CMi) is een sterrenbeeld net ten noorden van de hemelequator, liggende tussen rechte klimming 7u04m en 8u09m en tussen declinatie 0° en +13°.

## Sterren
(in volgorde van afnemende helderheid)
- Procyon (α, alpha Canis Minoris)
- Gomeisa (β, beta Canis Minoris)

## Telescopisch waarneembare objecten

### New General Catalogue(NGC)
NGC 2350, NGC 2394, NGC 2399, NGC 2400, NGC 2402-1, NGC 2402-2, NGC 2412, NGC 2416, NGC 2433, NGC 2459, NGC 2470, NGC 2485, NGC 2491, NGC 2496, NGC 2499, NGC 2504, NGC 2508, NGC 2510, NGC 2511, NGC 2538.

### Index Catalogue (IC)
IC 473, IC 494, IC 498, IC 2189, IC 2216, IC 2231.

## Aangrenzende sterrenbeelden
(met de wijzers van de klok mee)
- Tweelingen (Gemini)
- Eenhoorn (Monoceros)
- Waterslang (Hydra)
- Kreeft (Cancer)